# Sulculeolaria xihaensis
Sulculeolaria xihaensis är en nässeldjursart som beskrevs av Hong och Zhang 1981. Sulculeolaria xihaensis ingår i släktet Sulculeolaria och familjen Diphyidae. Inga underarter finns listade i Catalogue of Life.